# Il valzer del moscerino (album)
Il valzer del moscerino è un album in studio della cantante italiana Cristina D'Avena, pubblicato il 23 giugno 2006.

## Descrizione
L'album contiene alcuni successi dello Zecchino d'Oro cantati da Cristina D'Avena, compresa la reinterpretazione del brano Il valzer del moscerino che dà il titolo all'album, brano con cui la stessa cantante, all'età di 3 anni e mezzo, esordì alla rassegna canora nell'edizione del 1968.
Nel 2011 l'album è stato riproposto in una nuova edizione doppio disco dal titolo Il valzer del moscerino (Special edition) che, oltre alle 15 tracce d'origine, comprende anche le 5 canzoni realizzate successivamente per l'album 44 gatti e tante altre.

## Tracce
CD 2006
1. Il valzer del moscerino (versione 2006) (Laura Zanin/Adriano Della Giustina)
2. Il caffè della Peppina (Tony Martucci/Alberto Anelli)
3. Le tagliatelle di nonna Pina (Gian Marco Gualandi)
4. Cocco e Drilli (Walter Valdi)
5. 44 gatti (Giuseppe Casarini)
6. La sveglia birichina (Luciano Beretta, Giulio Cadile/Franco Reitano e Mino Reitano)
7. Volevo un gatto nero (Franco Maresca, Armando Soricillo/Mario Pagano)
8. Dagli una spinta (Dante Panzuti, Pinchi/Nino Casiroli)
9. Il pulcino ballerino (Franco Maresca/Mario Pagano)
10. La nave Gelsomina Dirindirindina (Franco Maresca/Mario Pagano)
11. Torero Camomillo (Franco Maresca/Mario Pagano)
12. Fammi crescere i denti davanti (Giuseppe Pittari/Aldo Rossi)
13. Il pinguino Belisario (Franco Maresca/Mario Pagano)
14. Popoff (Anna Benassi/Paolo Gualdi, Mario Pagano)
15. Il coccodrillo come fa? (Oscar Avogadro/Pino Massara)

## Riedizione del 2011
Tracce
1. Il valzer del moscerino (versione 2006) (Laura Zanin/Adriano Della Giustina)
2. Il coccodrillo come fa? (Oscar Avogadro/Pino Massara)
3. Popoff (Anna Benassi/Paolo Gualdi, Mario Pagano)
4. Dagli una spinta (Dante Panzuti, Pinchi/Nino Casiroli)
5. Volevo un gatto nero (Franco Maresca, Armando Soricillo/Mario Pagano)
6. Fammi crescere i denti davanti (Giuseppe Pittari/Aldo Rossi)
7. Cocco e Drilli (Walter Valdi)
8. Il pinguino Belisario (Franco Maresca/Mario Pagano)
9. Cin cin pon pon (Annie Gorassini/Angelo Baroncini)
10. La nave Gelsomina Dirindirindina (Franco Maresca/Mario Pagano)

CD2
1. Le tagliatelle di nonna Pina (Gian Marco Gualandi)
2. 44 gatti (Giuseppe Casarini)
3. La sveglia birichina (Luciano Beretta, Giulio Cadile/Franco Reitano e Mino Reitano)
4. Il pulcino ballerino (Franco Maresca/Mario Pagano)
5. Il caffè della Peppina (Tony Martucci/Alberto Anelli)
6. Il torero Camomillo (Franco Maresca/Mario Pagano)
7. La zanzara (Paola Pitagora, Franco Maresca/Mario Pagano)
8. Il gatto puzzolone (Federico Padovano/Alessandro Nidi, Cristiano Minellono)
9. Metti la canottiera (Vito Pallavicini/Pino Massara)
10. Ciribiricoccola (Virginio Capitini/Gualtiero Malgoni)